# Лопушанський Світовид
Лопушанський Світовид, на даний час, це — фрагментарно збережена унікальна пам'ятка дохристиянської доби слов'ян, нижня частина скульптури з чотирма ногами, спрямованими в різні боки.

## Історія знахідки
Ціле кам'яне зображення Світовида приблизно у 1850-му році дістали з ріки Липиці, що в селі Лопушня на Івано-Франківщині. Світовид, як гадають, мав чотири обличчя, звернені в різні сторони світу.
Описав давню пам'ятку та дав короткі відомості у збірнику Наукового Товариства ім. Т. Г. Шевченка, назвавши дивну кам'яну скульптуру «Лопушанським Світовидом», Вадим Михайлович Щербаківський (1876—1957).
Богдан Януш (1889—1930), український археолог, етнограф, мистецтвознавець писав: «Др. Демитрикєвич в своїй статї про камінні баби дав реєстрик досі звісних у многоголосих каміних фігур на словянській території. В сім реєстрику співробітник д. Вадим Щербаківський, відфотоґрафувавши підчас своєї останньої екскурсії сю фігуру, звертає на неї увагу дослідників. На місці йому оповіджено, що літ 50-60 тому піп з Липицї велів розбити виловлену в ріці Липицї статую Святовида, котра мала чотири лиця і чотири ноги; але розбивши голови і тулуб велів на ногах поставити хрест, в знак побіди христової віри над поганством. Сї ноги і тепер стоять в селі і на них хрест кам'яний».
На вцілілих ногах культової скульптури поставили хрест заввишки 4,64 м. У такому вигляді залишки Світовида в 1860-х роках описав і львівський археолог і краєзнавець Антоній Шнайдер. Хрест на ногах дохристиянського Бога довгий час був шанований серед селян. Щороку перед Великоднем жінки його старанно білили.
У 1960-х роках під час однієї з експедицій Борис Возницький (тодішній директор Львівської картинної галереї) та Петро Лінинський (колекціонер і реставратор) доправили Світовида до Львова, де його згодом встановили надворі перед палацовим будинком Національного музею (тоді — Львівський державний музей українського мистецтва, вул. Драгоманова, 42). Там він простояв півстоліття. На даний час[коли?] потрощені і наново зліплені залишки дохристиянської пам'ятки перенесли на кілька метрів, а на старе місце встановили скульптуру Шептицького.
Зображення Богів древніх слов'ян найчастіше були дерев'яними й тому не збереглися до наших днів. Згідно з літописними даними, саме дерев'яні скульптури стояли в Києві до X ст. Можливо, багатолика фігура з Іванківців, Збруцький ідол і Лопушанський Світовид зображували те саме Божество, яке займало почесне місце в слов'янському язичеському пантеоні.

## Понівечена пам'ятка
Ймовірно, Лопушанський Світовид не був так ґрунтовно досліджений, як, наприклад, Збруцький ідол, лише з тієї причини, що повідомлення про нього з'явилося перед початком Першої світової війни. Крім того, верхня частина скульптури знищена сучасними геростратами і можемо тільки здогадуватися, якою саме вона була. Світовид Лопушанський був багатоликим, мав голову, тулуб, верхні кінцівки. Опис нагадує Збруцького ідола. До речі, Збруцький ідол у пошанівку стоїть у приміщенні Археологічного музею Кракова, добре освітлений і його можна детально роздивитися зусібіч. Ця скульптура є одним із центральних експонатів музею.